# Фрідріх Альфред Крупп
Фрідріх Альфред Крупп (нім. Friedrich Alfred Krupp; 17 лютого 1854, Ессен — 22 листопада 1902, Ессен) — німецький промисловець й політик. Походив з відомого роду Круппів.

## Життєпис
Народився у м. Ессен. Був сином Альфреда Круппа, значного німецького промисловця, та Берти Ейхгоф. Успадкувавши сталеливарну та зброярську справу від свого батька, він суттєво розвинув виробництво. Під його керівництвом кількість робітників зросла до 45 тисяч.
Також Фрідріх Альфред багато зробив для покращення соціального життя робітників. За нього більшість трудящих мешкало у зручних й гарних будинках у передмісті Ессена — Алтенгофі.
Збільшення статків призвела до зростання впливу та авторитету родини Круппів. Фрідріх Альфред починає цікавитися політичними справами. З 1893 до 1898 рік був членом Рейхстагу, де долучається до партії Вільних консерваторів.
У 1890-х роках власник розкішного готелю в Берліні виявив, що Крупп зустрічався з молодими італійськими коханцями; гомосексуальність була криміналізована в Німеччині, але прихильний до Круппа кайзер Вільгельм II, запобіг будь-якому розвитку скандалу, принаймні всередині країни. Однак кайзер не міг вплинути на події в Італії.
Протягом чотирьох років, починаючи з 1898 року, Крупп проводив кілька місяців на рік на італійському острові Капрі, зупиняючись у готелі «Quisisana». Там він тримав дві свої яхти: «Maya» та «Puritan». Його хобі була океанографія. На Капрі він познайомився з вченими-природознавцями Феліксом Антоном Дорном та Ігнаціо Черіо.
У 1902 році історії про гомосексуальні оргії неназваного іноземного бізнесмена були опубліковані в місцевих газетах Капрі та неаполітанських газетах з вимогою розслідування. Місцеві мешканці Капрі знали про гомосексуальну активність Круппа, але місцеві можновладці, закривали на це очі, включаючи власника «Quisisana», який мав певний вплив на місцеву політичну партію, якій Крупп надавав кошти. Неаполітанська газета «Il Mattino» першою опублікувала статтю, не називаючи при цьому ім'я Круппа. Її джерелом на Капрі був учитель, який обурювався вибором Круппом іншого викладача італійської мови. Цей учитель також зазнав жорсткої критики з боку тієї ж політичної партії, яка мала підтримку та заступництво Круппа, що змусило вчителя підтримати опозиційну політичну партію.
Крупп повернувся до Німеччини, чекаючи, поки скандал мине. Натомість італійські газети продовжували називати багатого іноземного капіталіста центром гомосексуальної діяльності. Перший репортаж у Німеччині з'явився в католицькій газеті Augsburger Postzeitung у серпні 1902 року. У ньому цитувалися репортажі з двох італійських газет і, як і в них, згадуваний промисловець не називався.
У жовтні 1902 року дружина Круппа Маргарет отримала анонімні листи та, за деякими даними, компрометуючі світлини з оргій її чоловіка. Вона попросила кайзера Вільгельма II, друга родини Крупп, вжити заходів проти її чоловіка, але він відмовився її слухати. Після цього сам Крупп відправив свою дружину до психіатричного закладу.
15 листопада 1902 року соціал-демократичний журнал «Форвертс» звинуватив Фрідріха Альфреда Круппа у гомосексуальності, та у тому що він мав низку зв'язків з хлопцями та чоловіками на Капрі, і що його найглибші стосунки були з Адольфо Скіано, 18-річним перукарем та музикантом-аматором. Стаття називалася «Крупп на Капрі», і в ній зазначалося: «Якщо Крупп продовжуватиме жити в Німеччині, він буде покараний згідно з параграфом 175 Кодексу. Коли певні незаконні дії призводять до публічного скандалу, поліція зобов'язана сприяти судовим позовам». Згідно з параграфом 175 Кримінального кодексу Німеччини, гомосексуальні акти каралися роками каторжних робіт.
Крупп подав до суду на газету та звернувся за допомогою до своїх союзників в уряді, зокрема до кайзера Вільгельма. Примірники «Форвертс» були вилучені та знищені навіть у будинках передплатників. Здавалося, що Крупп вирішив дати бій. Однак, на той момент його нерви були напружені, можливо, через підозру, що цього разу скандал був настільки великим і обґрунтованим, що навіть його багатство та дружба не змогли б врятувати його, якби відбувся належний судовий розгляд.
Тиждень потому, 22 листопада 1902 року, Крупп помер від крововиливу в мозок; за іншою версією, наклав на себе руки. У своїй промові на похороні Круппа кайзер Вільгельм II звинуватив соціал-демократичних політиків у наклепі щодо сексуальної орієнтації Круппа. Спадкоємці Круппа подали позов проти газети «Форвертс», але згодом відкликали його.

## Родина
Дружина — Маргарет фон Енде
Діти:
- Берта (1886—1957), дружина Густава фон Болена, прусського дипломата
- Барбара (1887—1972), дружина барона Тіло фон Вільмовскі